# Loveland Park
Loveland Park è un census-designated place (CDP) degli Stati Uniti d'America, situato nello stato dell'Ohio, diviso tra la contea di Hamilton e la contea di Warren.